# Фоче (Асколи Пичено)
Фоче (итал. Foce) насеље је у Италији у округу Асколи Пичено, региону Марке.
Према процени из 2011. у насељу је живело 32 становника. Насеље се налази на надморској висини од 950 м.